# Johann Barnstorff
Johann Barnstorff (* 24. Januar 1648 in Rostock; † 9. Mai 1705 ebenda) war ein deutscher Rechtswissenschaftler.

## Leben
Johann Barnstorff wurde als Sohn des Rostocker Apothekers Peter (1606–1652) und dessen Frau Agneta Scharffenberg geboren. Sein Bruder war der Mediziner Bernhard Barnstorff. Johann besuchte zunächst eine Rostocker Schule, dann ein Gymnasium und bezog 1667 die Universität Wittenberg zum Jurastudium. Seit 1668 studierte er an der Universität Rostock und von 1671 an der Universität Jena. Dort schloss er 1673 sein Studium ab und wurde im April Lizenziat der Rechtswissenschaften. Im nächsten Jahr, am 10. Februar 1674, promovierte ihn die Universität Rostock zum Doktor der Rechtswissenschaften.
Im nächsten Jahr ließ er sich in Rostock als praktischer Jurist nieder und unternahm eine Forschungsreise durch England und die Niederlande. 1676 ehelichte er Anna Margarethe, die Tochter des Professors Albert Willebrand d. Ä. Zum Advokaten beim Konsistorium wurde Barnstorff 1684 ernannt.
Am 7. Dezember 1697 berief die Universität Rostock Barnstorff zum ordentlichen Professor der Institutionen. 1701 war er auch Rektor der Universität. In seinem Professorenamt verstarb er 1705 im Alter von 57 Jahren.

## Werke
- Rector Academiae Rostochiensis Johannes Barnstorffius […] omnium ordinum Civibus in divinae gratiae censum descriptis salutarem Natalis Christiani memoriam adprecatur (Rostock 1701)
- Amplissimo ac prudentissimo Dno Jacobo Diestelero […] hodie parantur exequiae […] (Rostock 1702)
- Ad Memoriam viri […] Joannis Christoph Hauswedelii […] recolendam […] (Rostock 1702)
- Serenissimo Principi Ac Domino Dn. Friederico Wilhelmo Dvci Regenti Megapolensi […] Facto D. XIIX. Mart. MDCCII. Academiae Communi Nomine Dn. Joh. Petr. Grünenberg Doctor. Theologus, Praesul Ac Consiliarivs Megapolensis Carmine Vernaculo Gratulabitur, Qvem Actum Ut Praesenti Animo Ac Votorum Pietate Patres Cives Ac Fautores Reip. Literariae Promoveant Peto D. Joh. Barnstorff, P.P. Hodie Acad. Rector (Rostock 1702)
- Rector Academiae Rostochiensis Johannes Barnstorffius reipubl. literariae civibus ac patientis Jesu imaginem repraesentat (Rostock 1702)